# Mouvement pour la survie du peuple ogoni
Le Mouvement pour la survie du peuple ogoni, plus connu sous le nom MOSOP signifiant MOvement for the Survival of the Ogoni People, est un mouvement social né vers 1990 dans le Sud du Nigeria dont le but est de défendre les intérêts du peuple ogoni face aux abus commis par la compagnie pétrolière Royal Dutch Shell et le gouvernement nigérian. Ce mouvement est souvent connu par son chef charismatique Ken Saro-Wiwa. Le MOSOP est aussi l'un des principaux acteurs du National Youth Council of the Ogoni People et de la Federation of Ogoni Women's Associations.

## Histoire

### Contexte
La première découverte de pétrole sur les terres ogonies date de 1958. La destruction de l'environnement causée par l'extraction du pétrole en terre ogonie ainsi qu'un manque de partage des richesses du pétrole ont eu pour conséquence une relative opposition du peuple autochtone lors des premières extractions de pétrole. À l'échelle internationale, les premiers boycotts de Shell dus aux abus commis au Nigeria remontent aux années 1960.

### 1990: création du MOSOP
Le MOSOP a été créé par plusieurs personnalités de la communauté ogonie dont le docteur Garrick Barile Leton qui fut le premier président de l'organisation, Chief E. N. Kobani, Meshack Karanwi et le président de l'époque de l'Ethnic Minority Rights Organization of Africa Ken Saro-Wiwa, ce dernier deviendra le principal dirigeant du mouvement par la suite. Les premiers efforts du MOSOP aboutissent à l'élaboration d'une déclaration nommée Ogoni Bill of Rights adressée au gouvernement nigérian en 1990. Cette déclaration recense les diverses préoccupations de la communauté comme la destruction de l'environnement des Ogonis due à l'extraction pétrolière, la négligence du gouvernement fédéral, le manque de services sociaux et la marginalisation politique dont souffre cette communauté. Le MOSOP auto-définit les Ogonis comme une « nationalité ethnique distincte » et ainsi réclame au gouvernement nigérian une certaine autonomie, la protection de l'environnement, une part honnête des revenus produits par l'extraction des ressources situées sur leurs terres et des droits culturels comme l'utilisation de leur propre langue.

### 1992: escalade de la violence
Très influencé par la philosophie de son chef Ken Saro-Wiwa, le MOSOP utilise des méthodes non-violentes afin de faire pression sur le gouvernement nigérian. Pourtant, à partir de décembre 1992, le conflit devient parfois assez violent. À cette époque, voyant les bénéfices records engrangés par Shell grâce aux richesses naturelles des terres ogonie, le MOSOP donne un ultimatum aux compagnie pétrolière (principalement Shell mais aussi Chevron et la Nigerian National Petroleum Company), réclamant 10 milliards de dollars pour les dommages accumulés, un « arrêt immédiat des dégradations environnementales » et des négociations sur d'éventuelles futures extractions. Le MOSOP menace dans cet ultimatum de manifester en masse et de bloquer les activités des compagnies pétrolières. C'est à partir de ce moment que le MOSOP commence à prendre aussi pour cible les compagnies pétrolières, et non seulement le gouvernement nigérian comme il le faisait auparavant. 
Le gouvernement nigérian répond aux déclarations du MOSOP en interdisant tout rassemblement et en déclarant que toute action gênant la production pétrolière serait un acte de trahison. Le MOSOP parvient pourtant à organiser une très importante manifestation non violente le 4 janvier 1993. L'événement, jour de la fête nationale, attire 300 000 personnes, c'est la plus grosse mobilisation de l'histoire du peuple ogoni. Cette mobilisation continue pendant plus d'un mois et, après quelques actions violentes commises par certains membres du MOSOP, a pour conséquence le retrait des employés de la compagnie SPDC des terres ogonies pour des raisons de sécurité. L'extraction du pétrole en est fortement ralentie. Cependant le retrait n'est qu'une mesure temporaire et, selon le MOSOP, permet au gouvernement nigérian d'avoir une bonne raison de restaurer l'ordre sur les terres ogonies. Le gouvernement permet rapidement aux compagnie de revenir extraire le pétrole.

### 1995: exécution de Ken Saro-Wiwa
La répression militaire s'accélère à partir de mai 1994. Le 21 mai, l'armée et la police nigériane apparaissent dans la plupart des villages ogonis. Le même jour, quatre des dirigeants du MOSOP sont assassinés. Ken Saro-Wiwa est interdit d'entrée sur les terres ogonies puis emprisonné par les forces de l'ordre, l'accusant d'être en relation avec les assassinats des autres membres du MOSOP. Le même jour, le lieutenant Colonel Dauda Komo accuse Ken Saro-Wiva du meurtre des quatre éléments du MOSOP.
Le major Paul Okuntimo, menant l'opération de « restauration de l'ordre » a déclaré qu'il était en train de rechercher ceux directement impliqués dans l'assassinat des quatre Ogonis. Cependant des témoins ont déclaré avoir vu les forces de l'ordre perpétrer des opérations de terreur contre le peuple ogoni les mêmes jours. Amnesty International a décrit ces opérations comme du terrorisme délibéré. Vers mi-juin, trente villages ogonis ont été détruits, 600 personnes emprisonnées et au moins 40 personnes tuées. 
Ken Saro Wiwa se fait emprisonner plusieurs fois sans jugement jusqu'en 1995 où il sera emprisonné, jugé et exécuté le 10 novembre.
Dans les années 2000, le MOSOP devient moins important au Nigeria, d'autres groupes plus radicaux comme le Mouvement pour l'émancipation du delta du Niger (MEND) prennent les devants de la lutte contre les compagnies pétrolières au Nigeria.

### Réaction de la communauté internationale
Plusieurs ONG comme Amnesty International ont dénoncé vivement ce procès et l'attitude du gouvernement militaire du Général Sani Abacha face aux manifestations pacifiques, le rôle de la compagnie Shell lors de l'arrestation de Saro-Wiwa a aussi été très critiqué. Selon certaines estimations, 2 000 personnes ont été tuées depuis 1993 par l'armée nigériane, de nombreux villages ont été complètement détruits, environ 100 000 Ogonis sont des réfugiés et se sont exilés au Bénin. Certains Ogonis ont été accueillis aussi au Canada et aux États-Unis. Ces exactions ont eu pour conséquence l'expulsion du Nigeria du Commonwealth des Nations en 1995, mais certains se plaignent du manque d'action de la communauté internationale. Le Nigeria a été réintégré au Commonwealth en 1999.
En 1999, le Conseil œcuménique des Églises accorde une aide pour le MOSOP. Selon un rapport de Minority Right International, le peuple ogoni est l'une des minorités africaines dont on ne respecte pas les droits fondamentaux.   
Après s'être retirée de ces terres pour des raisons de sécurité, la compagnie Shell tente parfois d'y retourner pour extraire du pétrole.
En avril 2005, une des communautés ogonies, appelée Agip Waterfront, a été détruite afin de faciliter l'expansion de la compagnie NAOC (Nigerian Agip Oil Company). Au moins un Ogoni a été tué lors de cette action. Selon le dernier rapport d'Amnesty International de novembre 2005, la situation ne s'est pas améliorée pour le peuple ogoni en dépit du changement de gouvernement au Nigeria.
Selon plusieurs sources, Shell aurait commis encore certains abus en 2006.
La situation actuelle est similaire dans d'autres régions pétrolifères du sud du Nigeria. D'autres combats continuent entre des compagnies pétrolières et des peuples autochtones du sud du Nigeria.
Beaucoup d'altermondialistes ont exprimé leur soutien aux peuples ogonis. Ils dénoncent souvent le manque d'actions contre les multinationales abusives. Dans son livre No Logo, Naomi Klein prend le retrait de Shell des territoires ogonis sous la pression locale et internationale comme l'un des premiers grand succès du mouvement altermondialiste sur le pouvoir grandissant des multinationales.

## Citation
« L’exploration pétrolière a transformé le pays ogoni en immense terrain vague. Les terres, les rivières et les ruisseaux sont en permanence entièrement pollués ; l’atmosphère est empoisonnée, chargée de vapeurs d’hydrocarbures, de méthane, d’oxydes de carbone et de suies rejetés par les torchères qui, depuis trente-trois ans, brûlent des gaz vingt-quatre heures sur vingt-quatre tout près des zones d’habitation. Le territoire ogoni a été dévasté par des pluies acides et des épanchements ou des jaillissements d’hydrocarbures. Le réseau d’oléoducs à haute pression qui quadrille les terres cultivées et les villages ogonis constitue une dangereuse menace. »
Ken Saro-Wiwa, s’adressant à l’Organisation des peuples et nations non représentés à Genève, en 1992.